# Яхно Єлизавета Сергіївна
Єлизаве́та Сергі́ївна Яхно — українська спортсменка, що виступає в синхронному плаванні, бронзова призерка Олімпійських ігор 2020 року. Проживає в Харківській області. Є чемпіонкою та неодноразовою призеркою чемпіонатів світу.

## Спортивні досягнення
У червні 2015 року на Європейських іграх в Баку здобула дві бронзові нагороди з синхронного плавання — у парі із Яною Наріжною та соло.
На чемпіонаті світу з водних видів спорту 2017 року Яхно у парі з видатною українською плавчинею-синхроністкою Анною Волошиною вибороли бронзову медаль у технічній програмі дуетом, яка стала її першим великим міжнародним досягненням. Пізніше вона повторила свій успіх у довільній програмі дуетом. Вона також посіла третє місце в командному виступі. На наступний день вона виграла срібло у комбінованій довільній програмі.
На чемпіонаті Європи 2018 року виступила у дуеті з новою пертнеркою — Анастасією Савчук, вигравши з нею дві срібні медалі. Окрім цього виграла дві срібні медалі у групових змаганнях, а також одну срібну та одну бронзову в сольних. Яхно вперше стала чемпіонкою Європи, здобувши золото у довільній програмі комбінації. За підсумками року, 17 грудня 2018 року, Міжнародна федерація плавання визнала українку Єлизавету Яхно найкращою синхроністкою 2018 року.
Перед початком нового сезону, у сольних змаганнях та дуетах була замінена на Марту Фєдіну, зосередившись на групових змаганнях. На чемпіонаті світу з водних видів спорту 2019 року виграла дві бронзові медалі у змаганнях груп. Також виграла бронзу в довільній програмі комбінації, та стала чемпіонкою світу в гайлайті, дисципліні яка дебютувала на чемпіонатах світу.
На передолімпійському чемпіонаті Європи, який відбувся 2021 року в Будапешті, стала триразовою чемпіоною Європи та виграла одну срібну медаль. На самих змаганнях у Токіо, Яхно виграла бронзову медаль у змаганнях груп, здобувши найбільше досягнення у кар'єрі. Ці змагання стали останніми у кар'єрі спортсменки.
По завершенні спортивної кар'єрі почала працювати тренером у збірній Канади.

## Виступи на Олімпіадах
| Олімпіада  | Дисципліна | Місце |
| ---------- | ---------- | ----- |
| Токіо 2020 | групи      | 3     |

## Державні нагороди
- Орден княгині Ольги III ст. (16 серпня 2021) — За досягнення високих спортивних результатів на ХХХІІ літніх Олімпійських іграх в місті Токіо (Японія), виявлені самовідданість та волю до перемоги, утвердження міжнародного авторитету України.[10]